# František Pejřil
František Pejřil (* 30. června 1947 Dolní Lipová) je český politik, na přelomu 20. a 21. století poslanec Poslanecké sněmovny za ODS, pak člen Rady pro rozhlasové a televizní vysílání.

## Biografie
Narodil se v Dolní Lipové. Ve věku jednoho roku se s rodiči přestěhoval do Jeseníku. Zde bydlel do roku 1966. Vychodil tu základní školu a pak absolvoval strojní průmyslovou školu v Šumperku. Po základní vojenské službě nastoupil do Cementárny mokrá, kde pracoval až do roku 1994 jako operátor řídicího střediska. V roce 1975 se oženil. S manželkou Evou mají dceru Simonu a syna.
V roce 1989 se zapojil do činnosti Občanského fóra. Později se stal členem ODS, kde zastával funkci předsedy místního
sdružení i člena Výkonné rady. Ve volbách v roce 1998 byl zvolen do poslanecké sněmovny za ODS (volební obvod Jihomoravský kraj). Byl členem sněmovního petičního výboru a v letech 2001-2002 i výboru volebního. Stal se prvním poslance PS v historii, který vystoupil ve prospěch dekriminalizace / legalizace marihuany. V roce 1998 prošla Parlamentem takzvaná "Severova novela" (dle poslance Pavla Severy)  zákona č. 112/1998, která zakazovala držení drog včetně marihuany i pro vlastní potřebu.  První, kdo v českém parlamentu předložil návrh zmírnění represe drog včetně marihuany formou zrušení této novely, byl poslanec ODS František Pejřil.   Dvanáctého prosince 2021 Parlament hlasoval o návrhu poslance Pejřila, který chtěl "severovský" zákonzrušit. Přítomných 164, 119 poslankyň a poslanců hlasovalo pro zamítnutí Pejřilovy novely (tedy proti dekriminalizaci), 22 poslankyň a poslanců proti (tedy pro zmírnění tvrdosti zákona).  V parlamentu František Pejřil  setrval do voleb v roce 2002.
V senátních volbách roku 2002 kandidoval do horní komory parlamentu za senátní obvod č. 57 - Vyškov jako kandidát ODS. Získal 17 % hlasů a nepostoupil do 2. kola.
Později se stal členem Rady pro rozhlasové a televizní vysílání.
V komunálních volbách roku 1994, komunálních volbách roku 1998, komunálních volbách roku 2002, komunálních volbách roku 2006 a komunálních volbách roku 2010 byl zvolen do zastupitelstva obce Mokrá-Horákov za ODS. Profesně se uvádí k roku 2002, 2006 a 2010 jako starosta. Starostou obce se stal roku 1994.